# Лисва
Лисва (на руски: Лысьва) е град в Пермски край, разположен в градски окръг Лисва. Населението му към 1 януари 2018 година е 61 752 души.